# Budujeme Slezsko
Budujeme Slezsko byla rozsáhlá iniciativa k obnově slezských měst a obcí poškozených během druhé světové války. Proběhla v letech 1945–1947, jejími hlavními iniciátory byli Jindřich Šajnar a Helena Salichová.

## Vznik akce
Podnětem vzniku akce byl obrovský rozsah materiálních škod ve slezských a severomoravských městech a obcích, způsobených na jaře 1945, kdy zde v rámci tzv. ostravsko-opavské operace probíhaly poslední těžké boje 2. světové války na území dnešní České republiky. Nejvíce ostiženy byly tehdejší okresy Opava, Bílovec, Hlučín a Krnov, kde došlo v jednotlivých okresech ke zničení či poškození od 15 do 80 % domů. Rozsah válečných škod ve Slezsku byl jedním z podstatných důvodů, proč vláda již v květnu 1945 vyslovila souhlas se zřízením expozitury Moravskoslezského národního výboru se sídlem v Ostravě (Zemského národního výboru – expozitury Ostrava, zkráceně ZNVEO). Vedle slezských okresů byly pod expozituru přijaty i tři severomoravské okresy: Místek, Nový Jičín a Ostrava. Mezi hlavní náplně činnosti ZNVEO patřilo odstraňování válečných škod. Ty byly hlášeny u 376 z celkového počtu 547 obcí spadajících pod působnost orgánu.
Pomoc postiženým domácnostem ze státních prostředků poskytovaná prostřednictvím zemských národních výborů se rozbíhala velmi pomalu. Zákon o stavební obnově č. 86/46 Sb. byl vydán až 9. května 1946 a zákon č. 161/46 o poskytování záloh na válečné škody až 24. srpna 1946. Procedura ověřování a odhadů škod byla přitom dosti komplikovaná a zdlouhavá.
Osud válkou ožebračených rodin znepokojoval mnoho slezských veřejných činitelů a patriotů, kteří se chopili iniciativy. V návaznosti na tradiční slezské tábory lidu na Ostré hůrce připravovala tato skupina na 23. září 1945 první poválečný tábor spojený s položením základního kamene k obnovení Památníku slezského lidu, který nacisté hned ze začátku okupace zničili. Do přípravy tábora se zapojili i odborný učitel Jindřich Šajnar a akademická malířka Helena Salichová, která k této příležitosti připravila výstavu svých prací. Výstava nazvaná "Budujeme Slezsko" obsahovala obrazy a grafiky s náměty ze Slezska, většinou z pobořených slezských měst a vesnic. Na shromáždění vystoupil Jindřich Šajnar s připravenými náměty celostátní akce na pomoc Slezsku spočívající v iniciování finanční a materiálové pomoci z ostatních částí českých zemí, méně postižených válkou. Návrhy byly spontánně přijaty a invalidní téměř slepý učitel Šajnar byl navržen do čela akce nazvané "Budujeme Slezsko."

## Průběh akce, princip kmotrovství
Na první schůzi se iniciátoři akce Budujeme Slezsko (ABS) rozhodli zahájit celostátní propagační kampaň k seznámení veřejných činitelů i širší veřejnosti s rozsahem zkázy způsobené válečnými událostmi ve Slezsku. Tomu měly sloužit rozhlasové relace a články v tisku, ale i putovní výstava obrazů Heleny Salichové. Zmocnění k řízení akce pro Jindřicha Šajnara vystavil tehdejší předseda ZNVEO Josef Bilan-Šinovský.
Propagační kampaň se zdárně rozběhla, zejména pravidelné relace ostravského rozhlasu měly mohutný ohlas a odezvu. Na prvním zasedání nově zvoleného ZNVEO dne 27. října 1945 mohli již Šajnar se Salichovou podat zprávu o úspěšném začátku akce, která již za měsíc činnosti vykazuje na finančních darech výtěžek 10,5 mil. Kč. Ještě většího rozsahu nabyly zásilky potravin, šatstva, bytového zařízení, školních potřeb, knih, stavebního materiálu a dalších potřeb.
Putovní výstava, jejíž jádro tvořily obrazy Salichové, doplněné o díla dalších slezských umělců, byla zahájena 21. října 1945 v čítárně Ústřední Ostravské knihovny. Měla rovněž velký ohlas a vynesla téměř půl milionu korun. Výstava pokračovala postupně v Místku, Orlové, Praze, Kutné Hoře, Táboře, Plzni, Vysokém Mýtě, Chrudimi, Poličce, Chocni, Kolíně a Čáslavi.
Na finančních darech se podílely sbírky ve městech a vesnicích v Čechách a na Moravě, nepostižených při osvobozovacích bojích. Přispívaly i finanční ústavy a další instituce a závody z výtěžků dobrovolných mimořádných směn. Připojily se rovněž různé společenské organizace a spolky pořádáním sbírek mezi svými členy i ostatními občany, mnozí občané pak posílali své dary i samostatně na příslušný účet u Ostravské spořitelny.
Nemenší význam měly zásilky věcných darů. Když do sídla ABS na Husovu ulici č. 7, resp. do jejího skladu, začaly docházet desítky balíků a beden denně a k tomu týdně i několik nákladních aut a vygonů, nebylo ani přes rozsáhlou brigádnickou výpomoc možné zásilky vybalovat a třídit. Nevyložené transporty byly proto expedovány přímo do jednotlivých obcí a tam teprve MNV prováděly přejímky a soupisy darů. Jen stěží tak mohlo být zaručeno zodpovědné zacházení s dary a jejich spolehlivá distribuce do těch obcí a rodin, kde byly nejvíce potřeba. Především z těchto důvodů se v průběhu prvního čtvrtletí roku 1946 přikročilo k zásadní změně v organizaci pomoci formou patronátů, označených po vzoru náboženského života jako tzv. kmotrovství. Tak jako se při křtu kmotr stává patronem nad kmotřencem, zde dárce přebíral obdobný patronát nad válkou poškozeným městem či obcí nebo jen pobořenou školou, postiženým hasičským sborem apod.
Kmotrovství se začalo uplatňovat od února 1946. Za kmotry se hlásily zprvu větší města nebo celé okresy zastoupené ONV. Později se přidávaly další instituce, jako větší podniky, ministerstva, společenské organizace, politické strany apod. Přebírání kmotrovství zpočátku probíhalo pozvolna. Počet patronů se výrazně zvýšil po masivní rozhlasové kampani a mnoha osobních návštěvách představitelů ABS v českých a moravských městech. Pomohla tomu i manifestační jízda Autoklubu RČs do Prahy, konaná 30. a 31. března 1946 u příležitosti výstavy "Slezsko vpřed." Hromadné zásilky darů zprvu obsahovaly především předměty osobní potřeby pro postižené občany, po dohodě s MNV se však kmotřenci začali více orientovat více na potřeby obcí. Jednalo se zejména o stavby, opravy a vybavení škol, obecních vodovodů, budování místních rozhlasů, kulturních domů, vánoční nadílky pro školáky a jejich prázdninovou rekreaci. V závěru roku 1947 převzaly z popudu Ústřední rady odborů kmotrovství nad slezskými obcemi závody nad 500 obyvatel. Zorganizovaly mimořádné směny a výtěžek věnovaly na pomoc kmotřencům. Tak putovaly do slezských obcí stovky párů bot ze zlínských Baťových závodů, stovky pláštěnek z Fatry Napajedla, desítky selských vozů z Vagonky v České Lípě apod.
Kmotrovské vztahy se neprojevovaly jen jednostranně. Na výraz poděkování za pomoc zorganizovalo r. 1947 22 obcí brigádnické směny na ostravských šachtách a takto vytěžené tehdy nedostatkové uhlí putovalo ke kmotrům do škol, nemocnic i podniků.
Při likvidaci ABS ke konci r. 1948 mělo své kmotry 129 slezských obcí nebo osad. Větší nebo menší pomoci se přitom dostalo všem obcím na Hlučínsku.

### Seznam kmotrů jednotlivých obcí na Hlučínsku
Vlastní kmotry měly obce uvedené v následující tabulce:
| Obec, instituce                           | Kmotr                             |
| ----------------------------------------- | --------------------------------- |
| Bělá – obec                               | MNV Přelouč                       |
| Bělá – hasičský sbor                      | SDH Ostrava – Mariánské Hory      |
| Bohuslavice                               | ONV Strakonice                    |
| Bolatice                                  | MNV a ONV Slaný                   |
| Darkovice                                 | Ministerstvo práce a s. v.        |
| Darkovičky                                | ONV Velvary                       |
| Dolní Benešov – obec                      | ONV Mladá Boleslav                |
| Hněvošice                                 | ONV Most                          |
| Hošťálkovice – škola                      | Středočeské elektrárny            |
| Chlebičov                                 | ONV Písek                         |
| Chuchelná                                 | MNV a ONV Chotěboř                |
| Kobeřice – škola                          | Českoslov. spolek Bombaj          |
| Koblov                                    | OKD Ostrava                       |
| Kopytov, viz také Pamětní lípa v Kopytově | Čáslav                            |
| Kouty – škola                             | strana Národně sociální Praha     |
| Kravaře – měšťanská škola                 | Škola pro ženská povolání Praha   |
| Kravaře – obecná škola                    | OV KSČ Praha – Vršovice           |
| Lhotka – hasičský sbor                    | SDH Ostrava – Zábřeh nad Odrou    |
| Ludgeřovice                               | MNV Aš                            |
| Ludgeřovice – Vrablovec škola             | Osvětová beseda Praha – Troja     |
| Malé Hoštice                              | ONV Prachatice                    |
| Oldřišov                                  | MNV Hlinsko                       |
| Píšť                                      | Státní úřad statistický           |
| Rohov – obec                              | MNV Rokycany                      |
| Rohov – škola                             | Ústřední sociální pojišťovna      |
| Strahovice – obec                         | MNV Mělník                        |
| Strahovice – škola                        | Avia Praha – Letňany              |
| Sudice                                    | ONV Uherské Hradiště              |
| Třebom                                    | Ministerstvo zahraničního obchodu |
| Velké Hoštice                             | ONV Mělník                        |
| Zábřeh                                    | MNV Uherské Hradiště              |
| Závada                                    | MNV Jindřichův Hradec             |

## Výsledky akce
Vyčíslení celkového finančního a materiálního přínosu akce pro slezské obce je značně obtížné a u hmotné pomoci prakticky nemožné.
Celkově se v rámci akce dostalo občanům a obcím na penězích okolo 100 milionů Kč, z toho přímo kancelář ABS soustředila 31,1 mil. Kč finančních darů. Dalších 33 milionů Kč vynesla sbírka s názvem "Zachraňte slezské dítě," uspořádaná v letech 1946–1947 po celých Čechách Zemským národním výborem Praha po dohodě s ABS. Okolo 40 milionů Kč věnovali na pomoc postiženým občanům, na stavby, opravy a vybavení škol a na další potřeby kmotři.
Obrovskou pomoc pro strádající Slezsko představovaly dary materiální. V poměrně krátké době, než se rozběhlo kmotrovství, došlo do Slezska 104 vagonů s ošacením, obutím, nábytkem, stavebním materiálem a dalšími potřebami. Auta dopravila kromě volně loženého nábytku, stavebního a jiného materiálu ještě 1267 beden a balíků o váze skoro 50 tun a dalších na 2000 balíků kromě toho ještě dodala pošta. Dále získala ABS ještě z mimořádného přídělu akce UNRRA 3353 žoků především se šatstvem a potravinami.
Největší úsilí akce zaměřila na pomoc školám. Vedle financování staveb a oprav byla školám dodána spousta lavic a dalšího nábytku a školních rozhlasů a pomůcek. Školy obdržely asi 10 000 knih do školních knihoven. Zásluhou kmotrů byly téměř v každé škole pořádány vánoční besídky, kde děti obdržely desítky tisíc kusů ošacení a obuvi. Tisíce žáků mohlo odjet na prázdninové rekreace.
Značné pomoci se dostalo rovněž zemědělcům. Podle neúplné evidence obdrželi 5 nákladních aut, několik traktorů, 10 zemědělských vozů pro koňský potah, 10 žacích strojů, 5 samovazů, 10 močůvkových čerpadel, okolo desítky různých pump, 10 mlátiček a několik secích strojů a pluhů. K tomu ještě 9 koní a 47 kusů hovězího dobytka.
Ve vybraných obcích kmotři uhradili nebo přispěli na úhradu stavby obecního či kulturního domu, případně uhradili stavbu obecního rozhlasu nebo dodali jeho aparaturu. Ve třech obcích vybavili kino. Hasičské sbory ve 33 obcích dostaly motorové stříkačky nebo agregáty, mnohé další získaly hasičskou výzbroj.
Podle povšechných odhadů mohla tato věcná část pomoci dosáhnout přibližně stejné výše jako celková pomoc peněžní.